# Szkoła Wyższa im. Bogdana Jańskiego w Warszawie
Szkoła Wyższa im. Bogdana Jańskiego w Warszawie (dawna Wyższa Szkoła Zarządzania i Przedsiębiorczości im. Bogdana Jańskiego) – niepubliczna szkoła wyższa, założona w Warszawie w 1993 roku, będąca jedną z  najstarszych szkół niepublicznych w Polsce, która została wpisana do rejestru uczelni niepublicznych prowadzonego przez Ministra Nauki i Szkolnictwa Wyższego pod nr DNS 3-0145/TBM/89/93.
Misją uczelni, wykształconą na bazie ponad 150-letniej tradycji działalności edukacyjnej Zgromadzenia Zmartwychwstańców w wielu krajach świata, jest: Edukacja do chrześcijańskiej służby Narodowi, Kościołowi i Państwu. Wdrażanie uniwersalizmu chrześcijańskiego według Zmartwychwstańców, który brzmi: Podejmując zbawczy plan Boga wobec Narodu Polskiego i innych narodów, będziemy działać dla ich suwerenności i poszanowania w świecie. Będziemy skutecznie działać na rzecz wspólnoty ludzkiej, która byłaby w stanie zaakceptować dążenia Narodu Polskiego do godnego życia. Uczelnia o profilu katolickim skupia środowiska akademickie o profilu konserwatywnym.

## Kierunki kształcenia
Obecnie Uczelnia daje możliwość podjęcia studiów pierwszego (licencjackie, inżynierskie) i drugiego stopnia w trybie stacjonarnym (dziennym) i niestacjonarnym (zaocznym) na dziesięciu kierunkach prowadzonych w siedzibie głównej jak i wydziałach zamiejscowych.
- architektura i urbanistyka
- gospodarka przestrzenna
- pedagogika
- pielęgniarstwo
- politologia
- socjologia
- stosunki międzynarodowe
- turystyka i rekreacja
- zarządzanie

Uczelnia oferuje również studia podyplomowe.